# 沃爾克科格爾山
47°04′49″N 14°55′29″E / 47.080370°N 14.924595°E

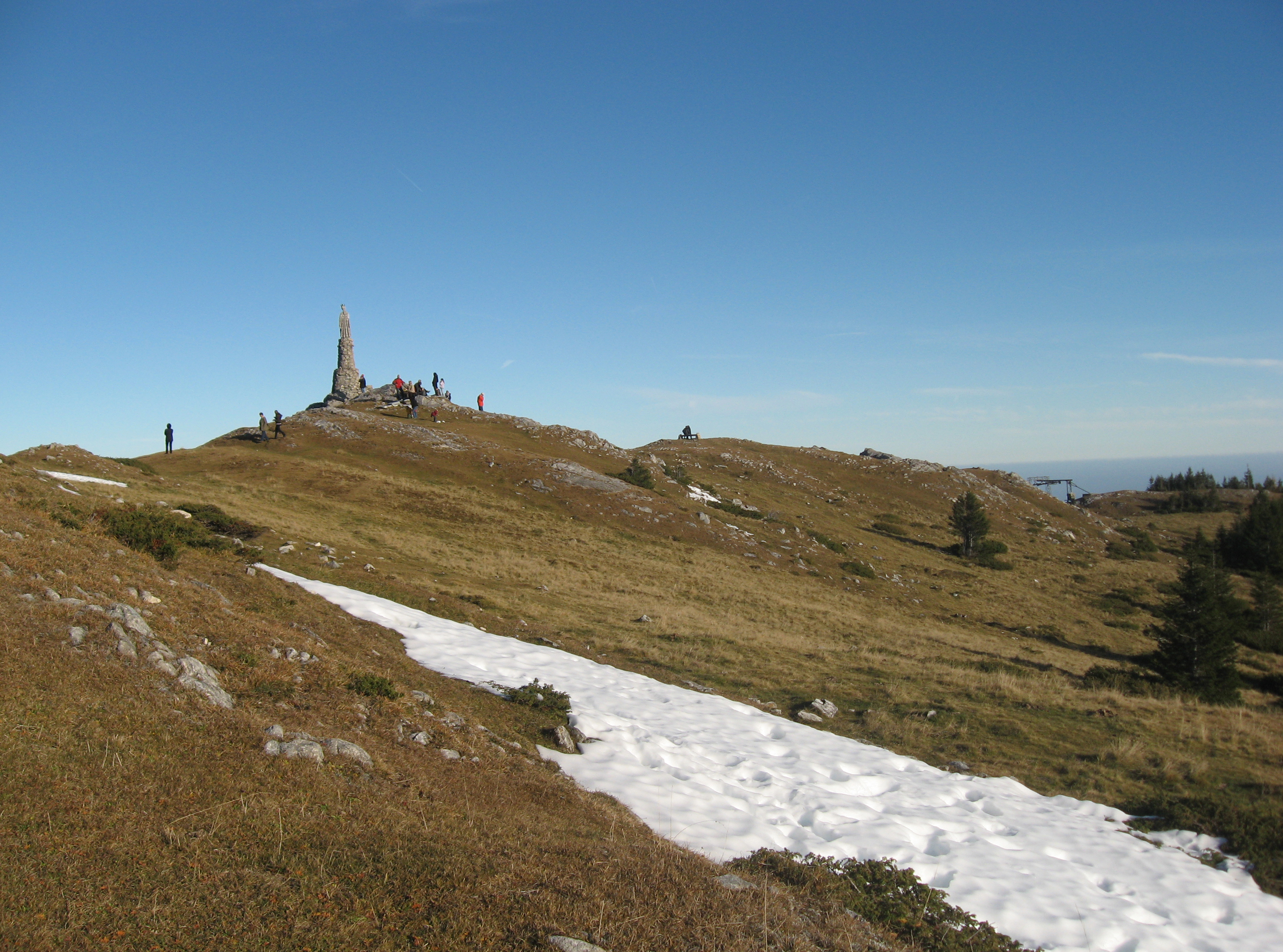

沃爾克科格爾山（德語：Wölkerkogel），是奧地利的山峰，位於該國東南部，由施泰爾馬克州負責管轄，屬於拉萬塔爾阿爾卑斯山脈中施圖巴爾佩山的一部分，距離拉波德科格爾山2.4公里，海拔高度1,706米，每年平均降雨量1,632毫米。